# Brieva (Ávila)

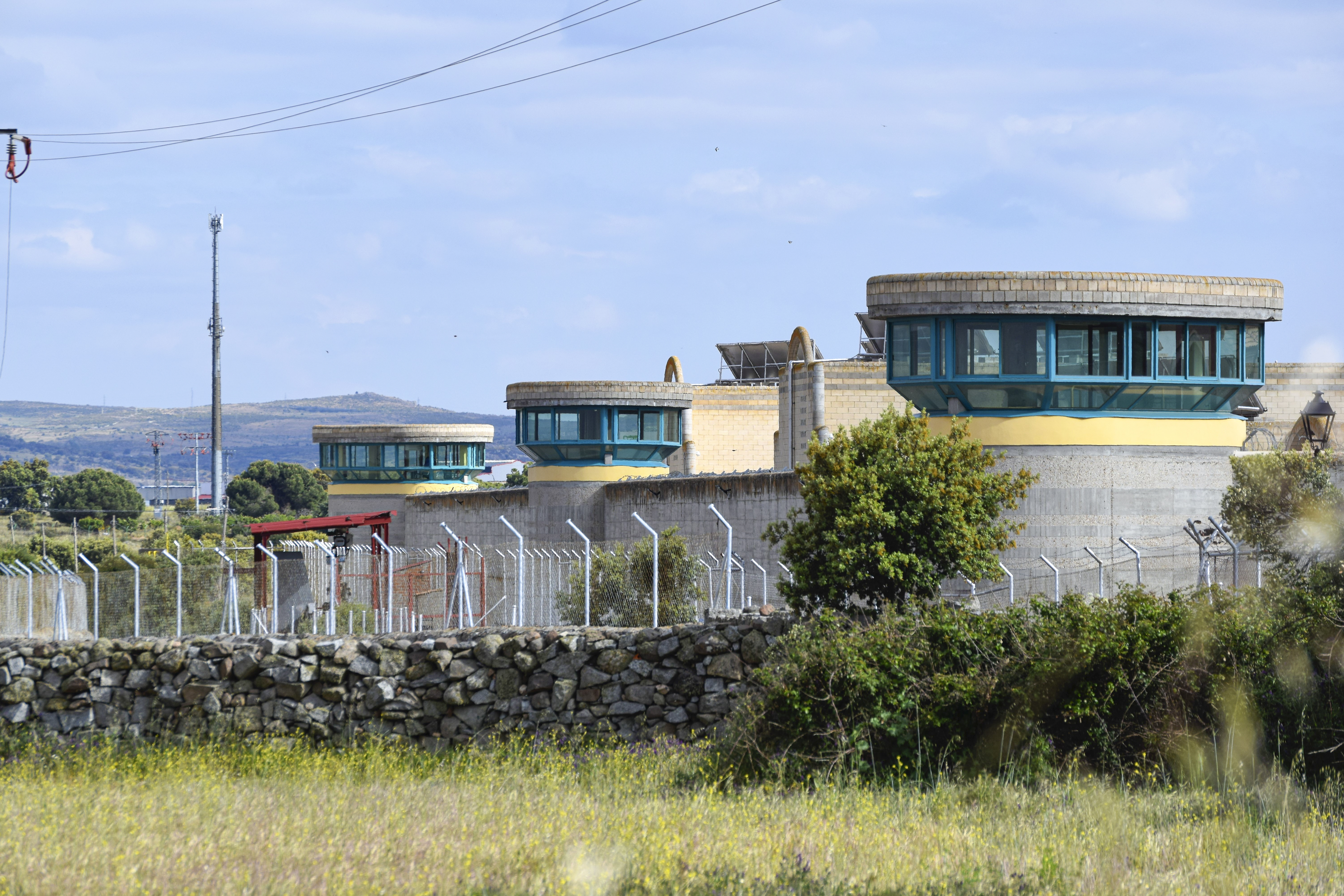
Exterior del Centro Penitenciario

Brieva es una localidad española que forma parte del municipio de Ávila, en la provincia de Ávila, comunidad autónoma de Castilla y León. En ella se encuentra el centro penitenciario de Ávila.

## Geografía

### Ubicación
| Noroeste: Mingorría              | Norte: Gallegos de San Vicente | Noreste: Cortos              |
| Oeste: Narrillos de San Leonardo |                                | Este: Berrocalejo de Aragona |
| Suroeste Ávila                   | Sur: Vicolozano                | Sureste: Vicolozano          |

## Demografía
Evolución de la población
| Gráfica de evolución demográfica de Brieva entre 2003 y 2017       |
|                                                                    |
| Población de derecho (2003-2017) según el padrón municipal del INE |

## Transporte
| Línea    | Itinerario de las líneas urbanas de autobús en Ávila |  |
| Línea 10 | Vicolozano-Brieva-San Vicente                        |  |